# Церква Воздвиження Чесного Хреста Господнього (Лосяч, ПЦУ)
Церква Воздвиження Чесного Хреста в Лосячі — культова споруда, православний парафіяльний храм (ПЦУ) у селі Лосяч Чортківського району Тернопільської области.

## Історія церкви
За шематизмом, у 1710 році в селі існував дерев'яний храм, освячений на честь Воздвиження Чесного Хреста Господнього, який згодом згорів.
На цьому місці у 1902 році за пожертви парафіян збудували новий кам'яний храм із великою двоярусною дзвіницею на три дзвони.

## Парохи
- о. Михаїл Бойко,
- о. Михаїп Галабурда,
- о. Матвієв,
- о. Павло Бук,
- о. Стефан Щиголь,
- о. Юрій Стеблина,
- о. Степан Мазурик.